# Список президентів Туреччини

Штандарт Президента Туреччини

- Мустафа Кемаль Ататюрк (1923–1938)
- Ісмет Іненю (1938–1950)

Представницькі
- Махмуд Джеляль Баяр (1950–1960)
- Джемаль Гюрсель (1961–1966)
- Джевдет Сунай (1966–1973)
- Фахрі Корутюрк (1973–1980)

Повноважні
- Кенан Еврен (1982–1989)

Представницькі
- Тургут Озал (1989–1993)
- Сулейман Демірель (1993–2000)
- Ахмет Недждет Сезер (2000–2007)
- Абдулла Гюль (2007–2014)
- Реджеп Таїп Ердоган (2014-2018)

Повноважні
- Реджеп Таїп Ердоган (з 2018)